# ريويكي نيشيمور
ريويكي نيشيمور (باليابانية: 西室 隆規) (مواليد 2 يونيو 1993)، هو لاعب كرة قدم ياباني سابق كان يلعب كلاعب وسط.

## وصلات خارجية
- ريويكي نيشيمور على موقع رابطة كرة القدم اليابانية للمحترفين (اليابانية)
- ريويكي نيشيمور على موقع Soccerway.com (الإنجليزية)